# Patricia Vizitiu
Patricia Maria Vizitiu (født 15. oktober 1988 i Petroşani, Rumænien) er en kvindelig rumænsk håndboldspiller som spiller for SCM Craiova og Rumæniens kvindehåndboldlandshold.